# Valle del Aconcagua
El Valle del Aconcagua es una cuenca de origen cordillerano, ubicada en la Región de Valparaíso a unos 90 km al norte de Santiago y unos 105 km al oriente de la Ciudad de Valparaíso. Lo atraviesa el río Aconcagua que alimenta los fértiles campos que lo circundan, elemento fundamental para la economía del valle que en su mayoría depende de la agricultura y la agroindustria. Se extiende sobre las actuales provincias de Los Andes, San Felipe, Quillota y Marga Marga.

## Toponimia
Hay versiones que varían; dicen que su nombre proviene del aymara, quechua y mapudungun. Sin embargo, el nombre del valle posiblemente derive del mapudungún kongka "gavilla de paja para techar" y we "lugar", nombre que más tarde también referirá al río y al monte.

## Historia y cultura
En esta zona, además del valle Maipo-Mapocho y hasta el río Cachapoal, se desarrolló la cultura Aconcagua. Los primeros vestigios de este pueblo agroalfarero datan de alrededor del año 1000.
A fines del siglo XV, sus habitantes fueron dominados por el Imperio inca, estableciéndose en este valle el centro administrativo del wamani ('provincia') de Chili o Chile. El valle fue dividido en dos sectores: el alto u oriental, llamado «Aconcagua» y gobernado por Michimalonco, y el bajo u occidental, denominado «Chile» y señoreado por Tanjalonco. Sobre estos dos curacas o gobernadores locales, se encontraba el apunchic o máxima autoridad inca, llamado Quilicanta. Los límites del wamani de Chile, cuyo centro político se encontraba en este valle, se extendían desde el valle del Choapa por el norte hasta el Maipo o el Maule por el sur.
En el siglo XVI, luego de la desaparición o muerte de la mayoría de sus autoridades locales, la población del Aconcagua fue conquistada por los españoles provocando la disolución de gran parte de su cultura producto del mestizaje y la encomienda.

## Descripción física

### Clima
El Valle del Aconcagua presenta un clima mediterráneo con estación seca prolongada que se caracteriza por precipitaciones inviernales cercanas a los 200 mm anuales con una temperatura
promedio de 15.5 °C.

### Flora
Es del tipo mesófito con arbustos de mediana altura como cactus, espinales, espino, algunas gramíneas y hierbas. También se puede encontrar la Palma Chilena (Palmar de Ocoa) pero en menor proporción.

### Fauna
Se encuentran gran variedad de aves como el chinchol, la codorniz, la diuca, la loica, la perdiz, el picaflor común, el tordo, la tórtola y el zorzal. 
Existen también chillas y zorros culpeos que se alimentan principalmente de liebres y roedores como la chinchilla, la laucha andina, la lauchita de los espinos y la vizcacha. En lo que corresponde a reptiles, se pueden observar culebras de cola larga, iguanas chilenas y varias especies del género Liolaemus, como la lagartija lemniscata y la lagartija esbelta, por ejemplo.

## Industria y agricultura

### Vitivinicultura

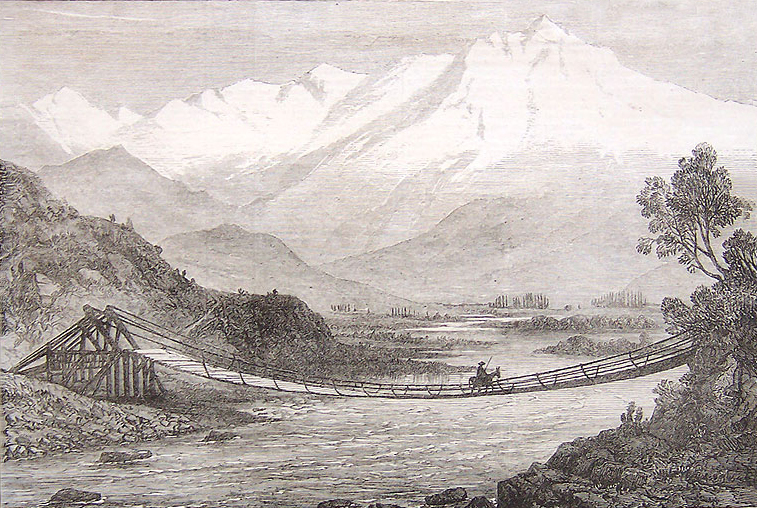
Valle del Aconcagua en 1870.

Un gran atractivo del valle son las viñas productoras de vino, las que se caracterizan en su gran mayoría por usar sistemas artesanales de producción, tanto de este como de otros licores típicos de la zona, tales como chicha, aguardiente, vino pipeño y mistelas (licor de uva, aguardiente, canelita, vino añejo, entre otros). 
Además ofrecen variados tours en donde el visitante tiene la oportunidad de conocer sus bodegas de guarda de estilo colonial de los años 1800, recorrerlas con guías especializados o participar en degustaciones y visitar salas de venta.